# Sérgio Valle Duarte

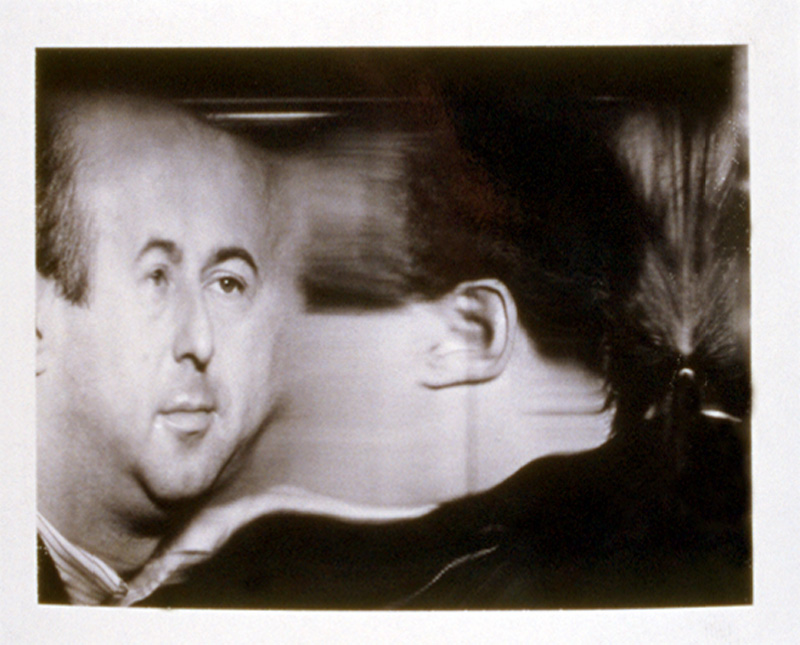
Porträt von Sérgio Valle Duarte 1990

Sérgio Valle Duarte (* 26. September 1954 in São Paulo), auch bekannt als Sérgio Duarte, ist ein brasilianischer Multimediakünstler und Kunstfotograf.

## Leben und Wirken
Wegen der Militärdiktatur in Brasilien zog er 1976 nach London, wo er als Assistent der Presseagentur Rex Features International Photographic arbeitete. Als freiberuflicher Fotograf verfolgte er die Rockmusik der Gruppen The Who, Tangerine Dream, Genesis, Deep Purple, ZZ Top und Rolling Stones. Duarte kooperierte auch mit mehreren Zeitschriften wie Claudia, Playboy, Vogue, Sony Style (1978–1990), Getty Images und er war in Zeitschriften für künstlerische Fotografie wie Collector’s Photography U.S.A., Zoom France, Zoom Italy, Newlook France, U.S.A, Japan vertreten.

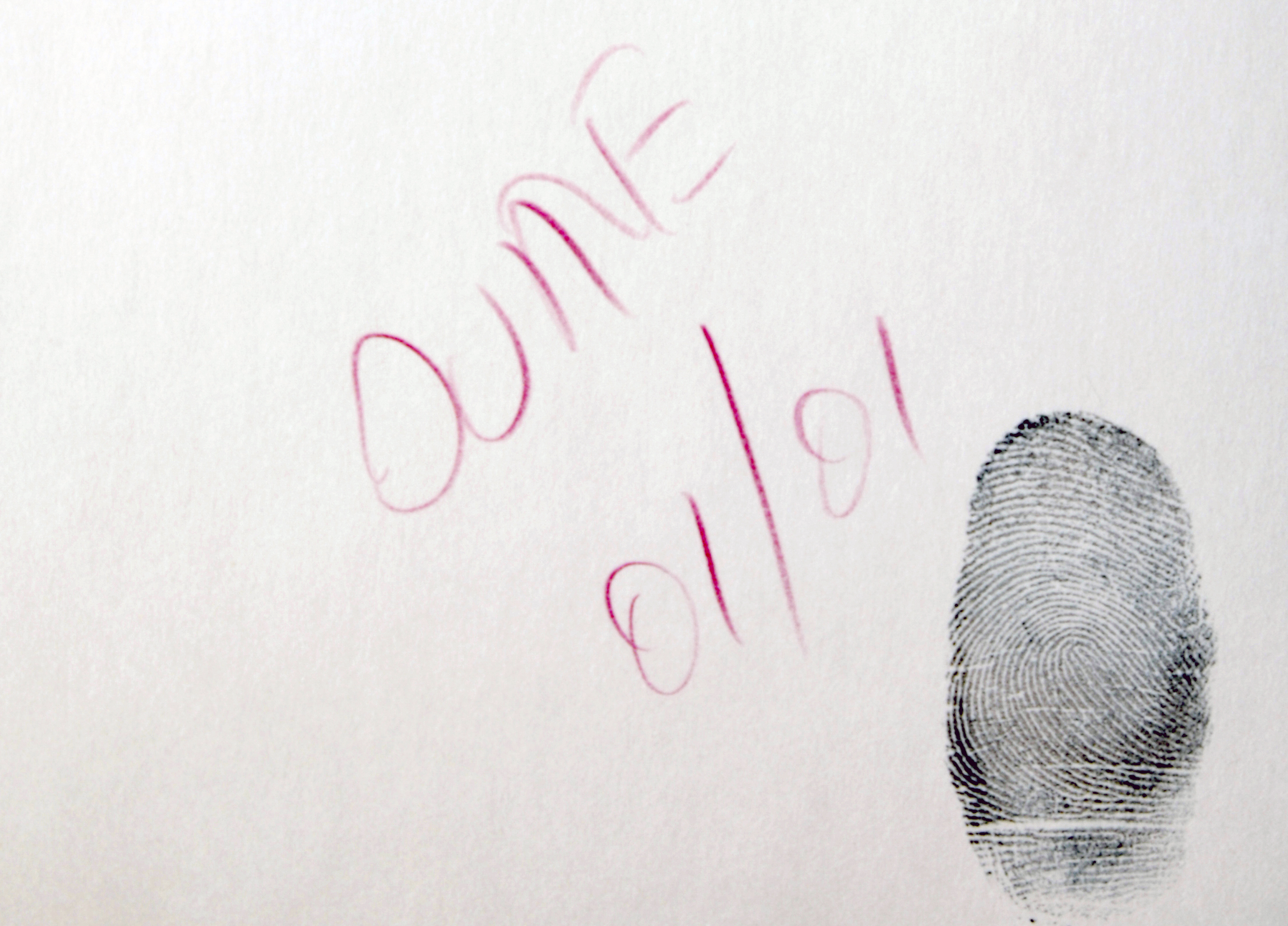
Unterschrift mit Fingerabdruck

Duarte ist als Künstler Autodidakt. Seit 1970 als multimedialer Künstler tätig, hat Duarte seine Arbeit weiterentwickelt und um neue Technologien und Techniken der Digitalfotografie und Elektrofotografie, künstlerischen Konzepten zum Entschlüsseln und zukünftigen Schreiben der DNA ergänzt. In seinen Porträts nähte er Haarsträhnen seiner Modelle ein, um ihnen eine Klonierung in der Zukunft zu ermöglichen. Während der 1980er Jahre freundete sich Duarte mit Joseph Pace an, der in Paris die Filtranisme – eine neoexistenzialistische, künstlerische und philosophische Bewegung – gründete. Duarte schloss sich 1990 der zwischenzeitlich vergrößerten Gruppe der „Filtranisten“ an.
Duarte ist von der surrealistischen Tradition inspiriert.
Sergio Valle Duarte lebt und arbeitet in São Paulo.

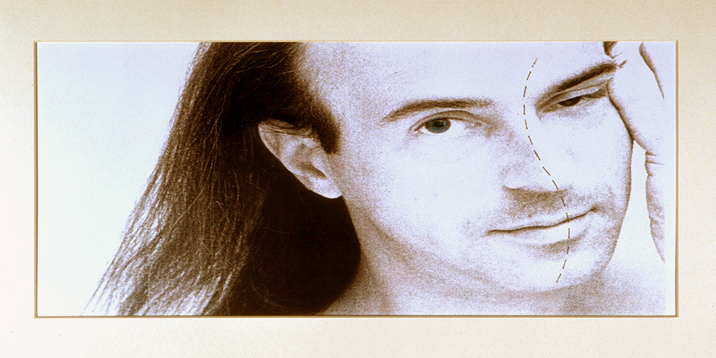
Selbstporträt (Yin-Yang 1988), BioArt und Elektrofotografie

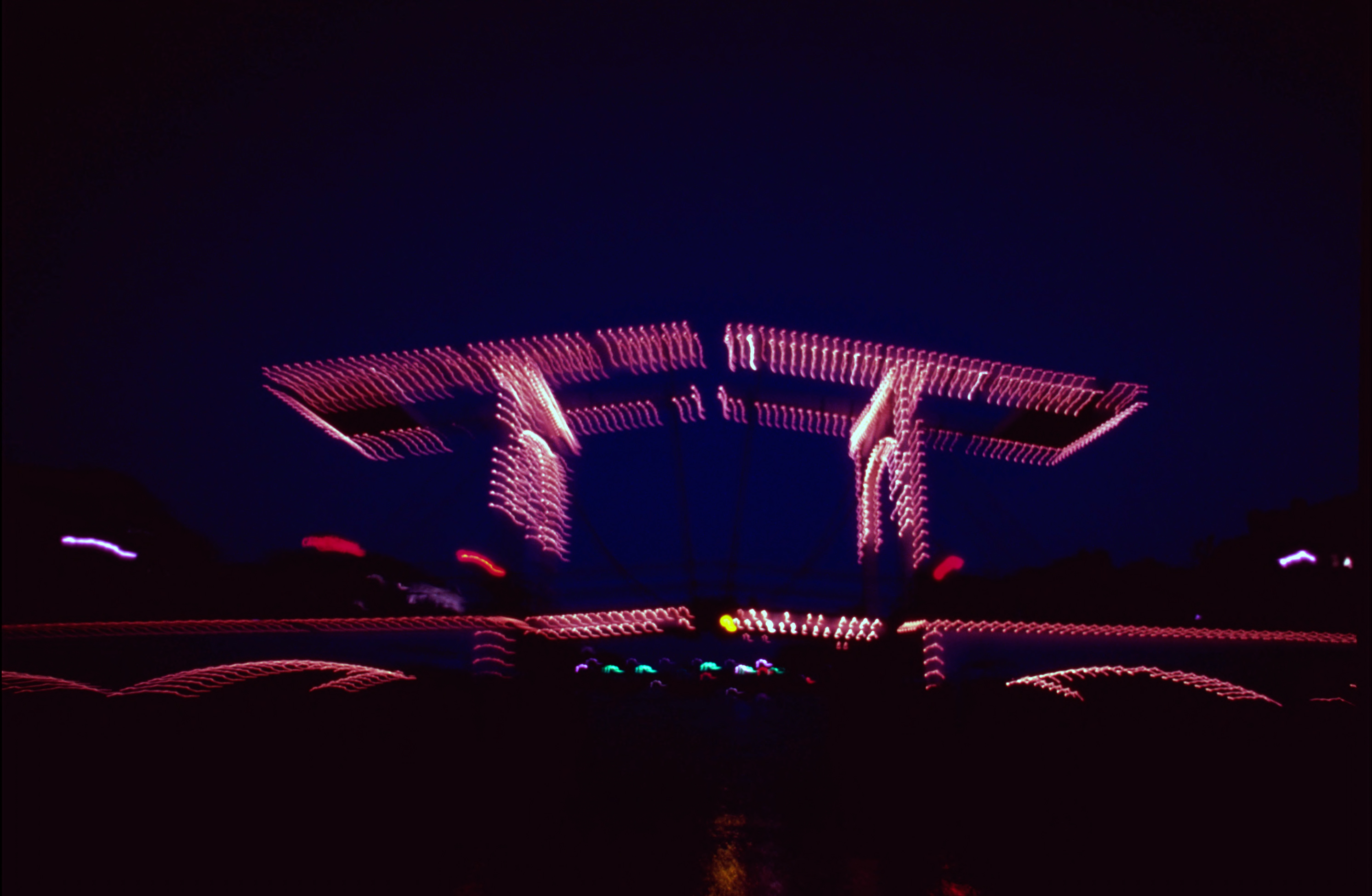
Magere Brug Amsterdam, Skinny Bridge (1988)

## Öffentliche Sammlungen
- Museu de Arte Moderna de São Paulo,[10][11] Brasilien.
- Itaú Cultural,[11] São Paulo, Brasilien.
- Museu de Arte Moderna do Rio de Janeiro,[12] Rio de Janeiro, Brasilien.
- Museu de Arte Brasileira da Fundação Armando Alvares Penteado, São Paulo, Brasilien.
- Museu Afro Brasil, São Paulo, Brasilien.
- Yokohama Museum of Art,[12] Yokohama, Japan.
- Musée Français de la Photographie, Bievres, Frankreich.
- Musée de l’Elysée,[12] Lausanne, Schweiz.
- Museum für Fotokopie, Mülheim, Deutschland.
- Auer Photo Foundation,[13] Genf, Schweiz.
- Gilberto Chateaubriand Collection, Museu de Arte Moderna do Rio de Janeiro, Brasilien.
- Bert Hartkamp Collection, Amsterdam, Niederlande.
- Joaquim Paiva Collection, Museu de Arte Moderna do Rio de Janeiro, Brasilien.
- Museo de la Solidaridad Salvador Allende Santiago de Chile, Chile.
- Museo Internacional de Electrografia, MIDE, Cuenca, Spanien.
- Centro Nacional de Investigación, Documentación e Información de Artes Plásticas, Cidade do México, Mexiko.

## Galerie

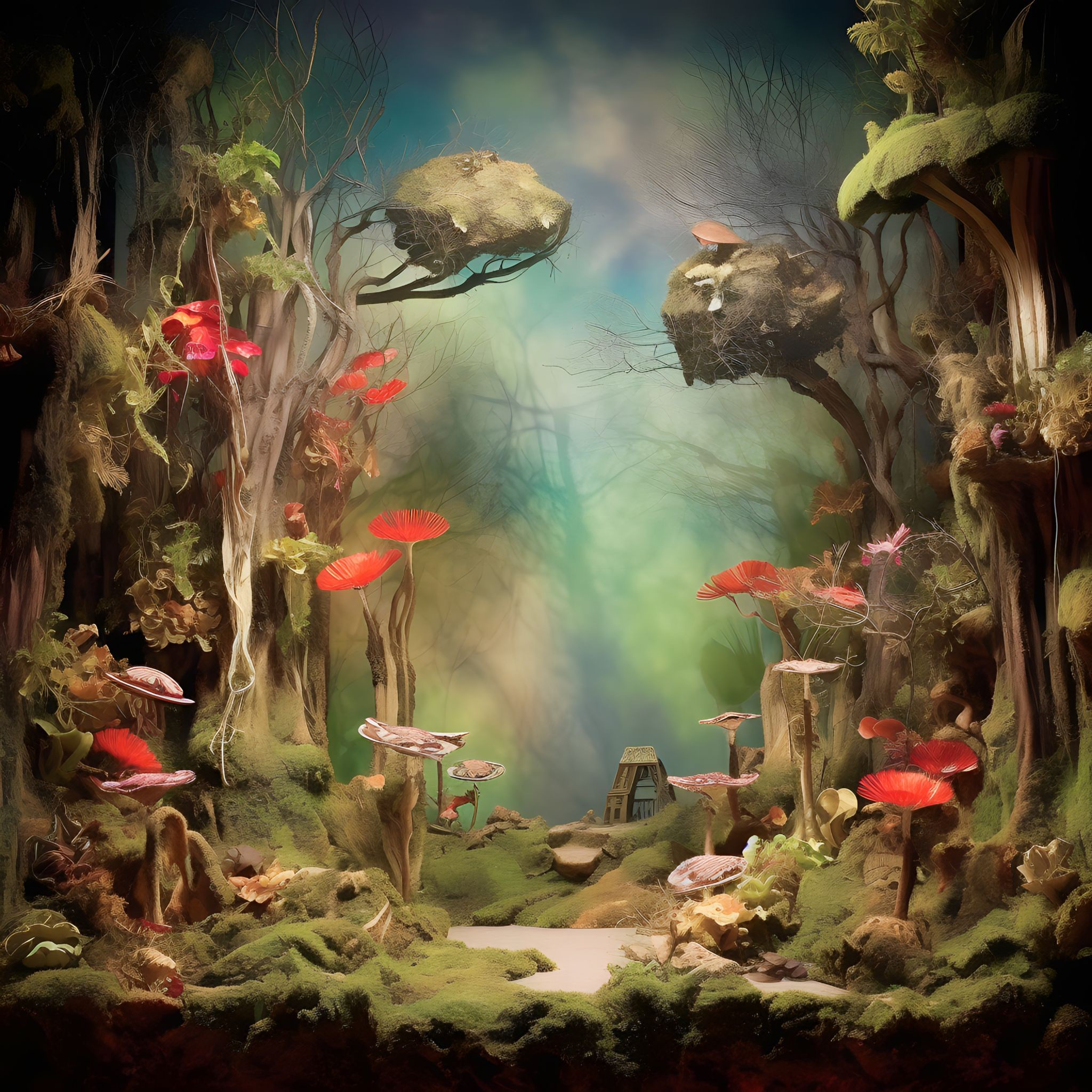
Fiktiver Ort, erstellt auf prompt von Sergio Valle Duarte A.I.
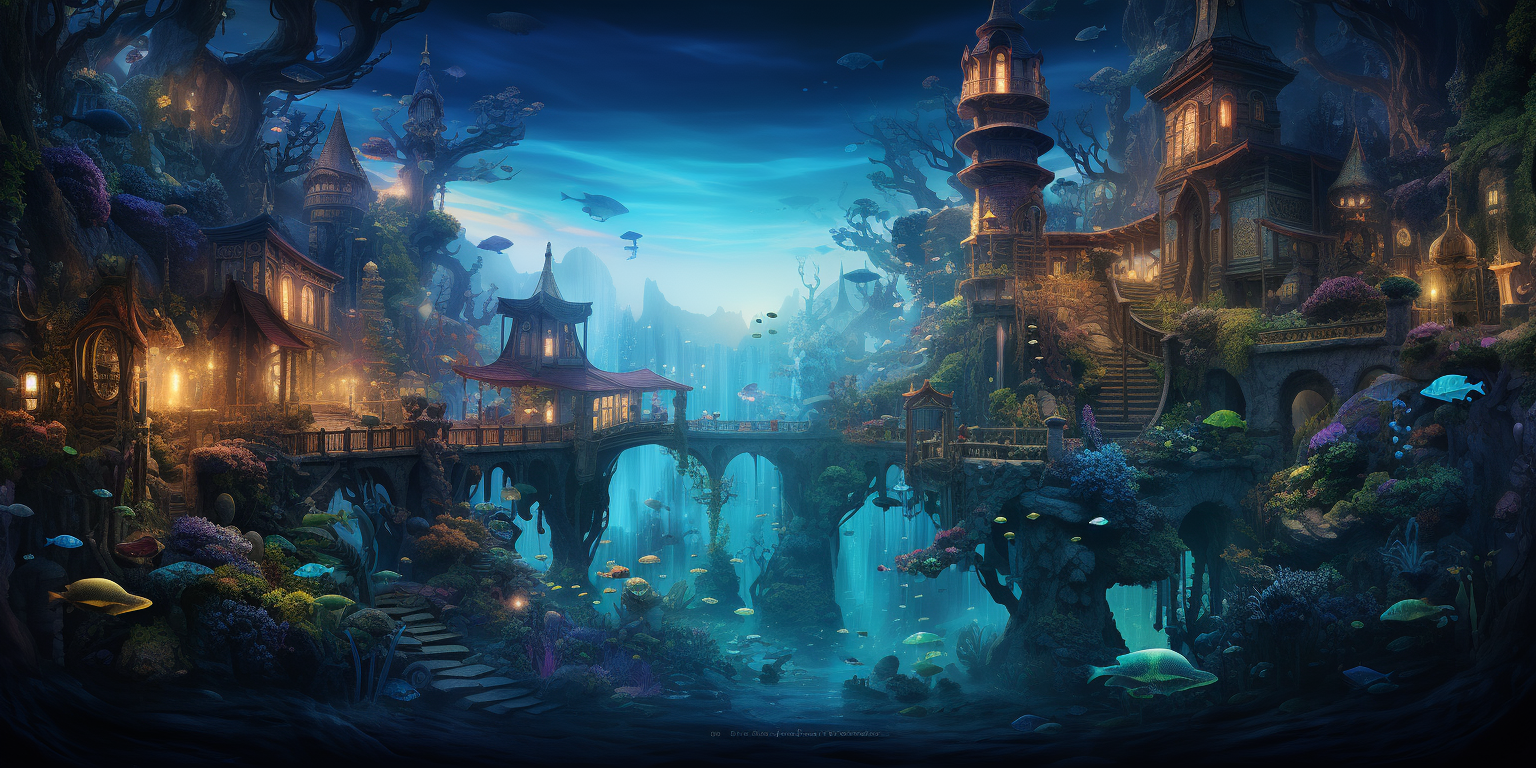
1 Atlantis
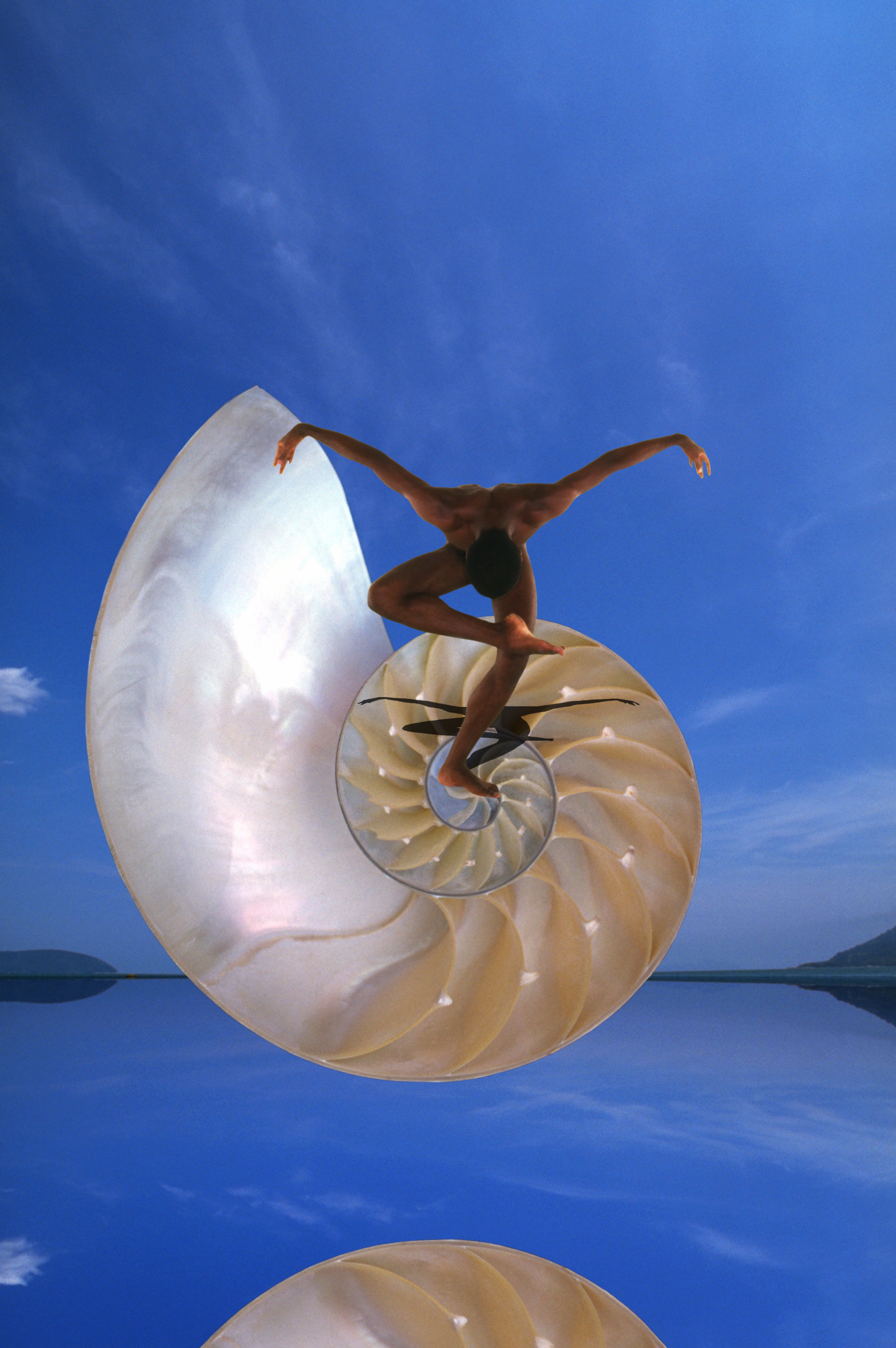
A Verehre 1996.
Ein Wunder Moment 1980. Öl auf Leinwand.
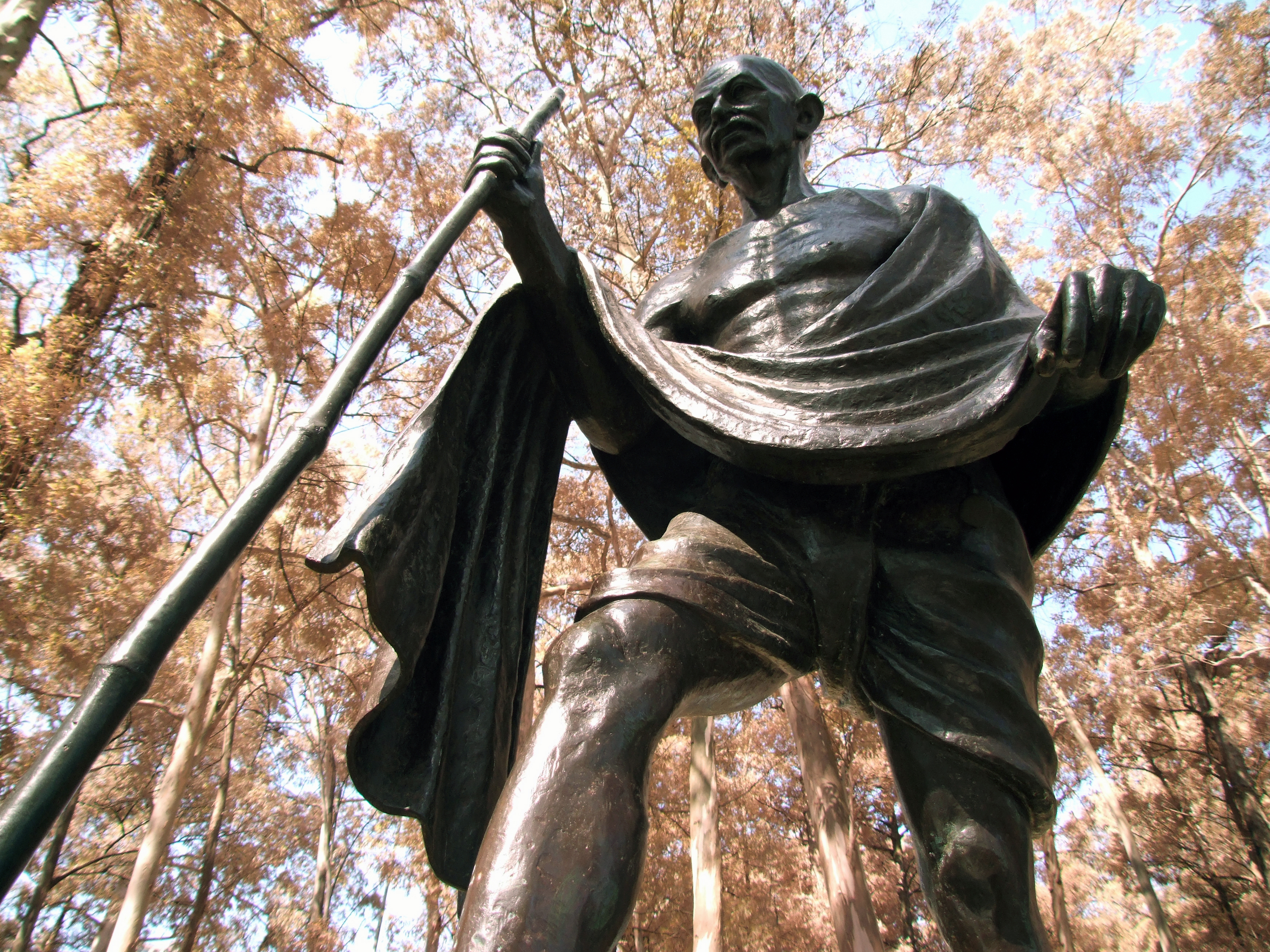
Gandhi Parque do Ibirapuera, by Gautam Pal, 2006.
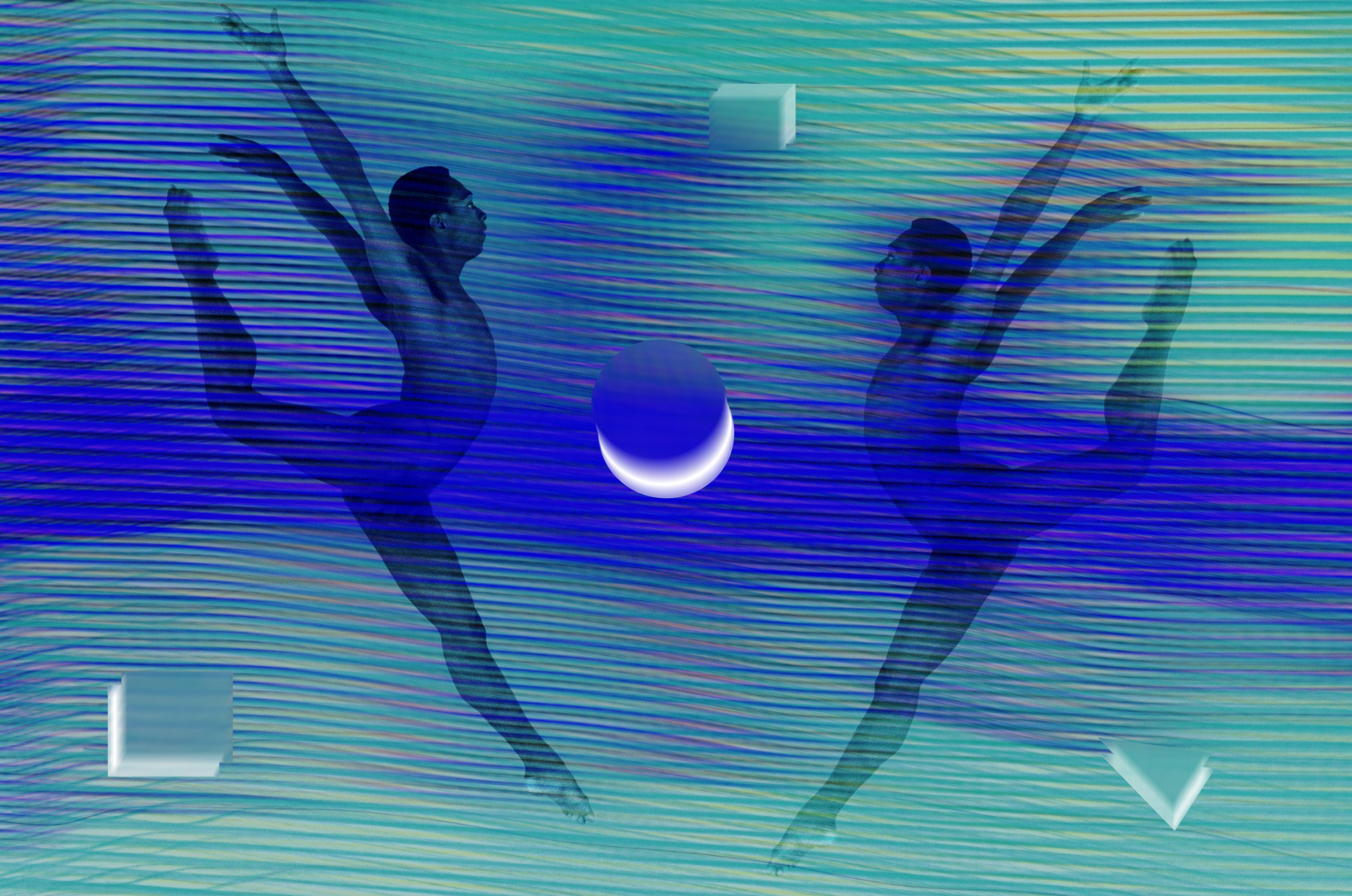
Klonen – Zwillinge 1990
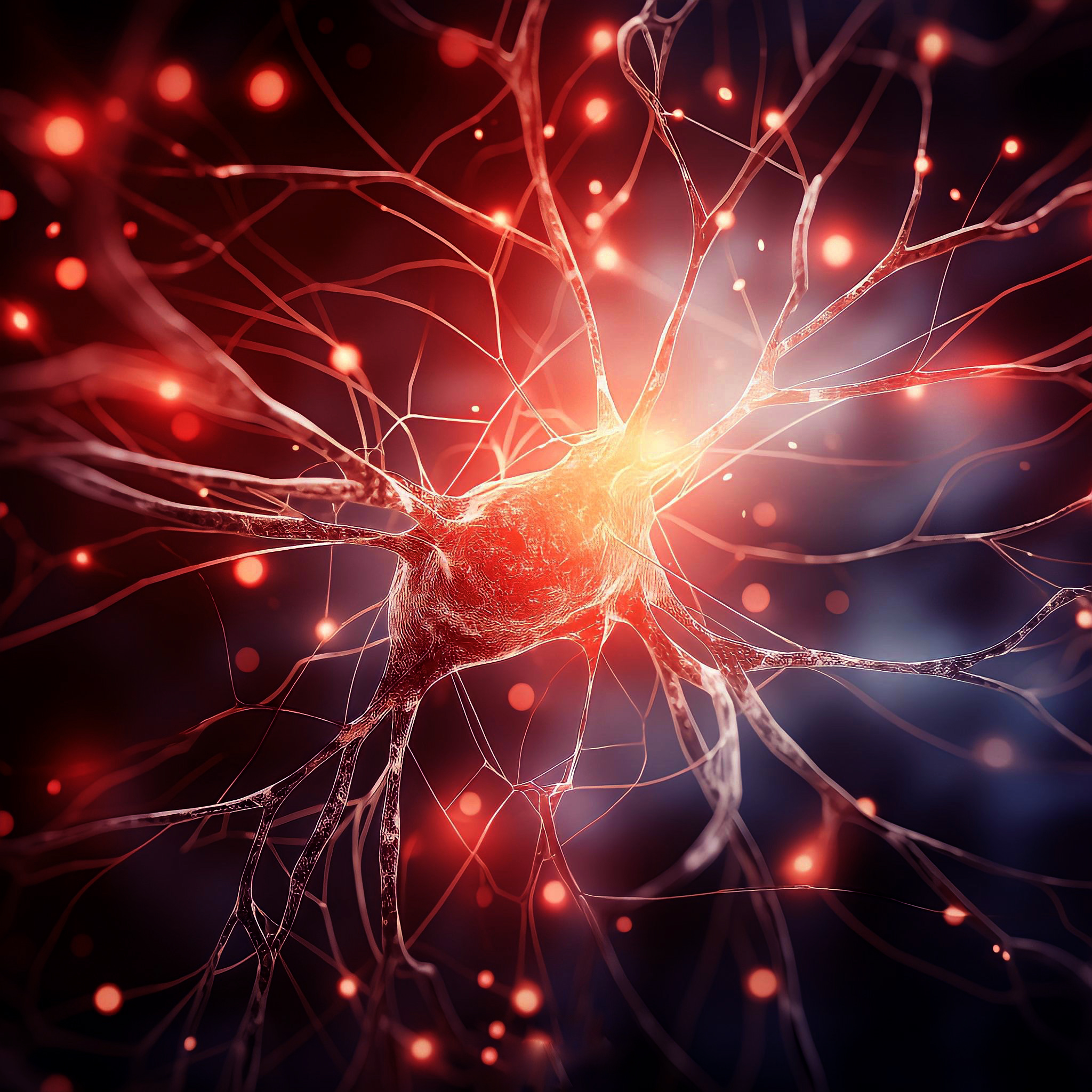
Synapsen-Orgasmus …
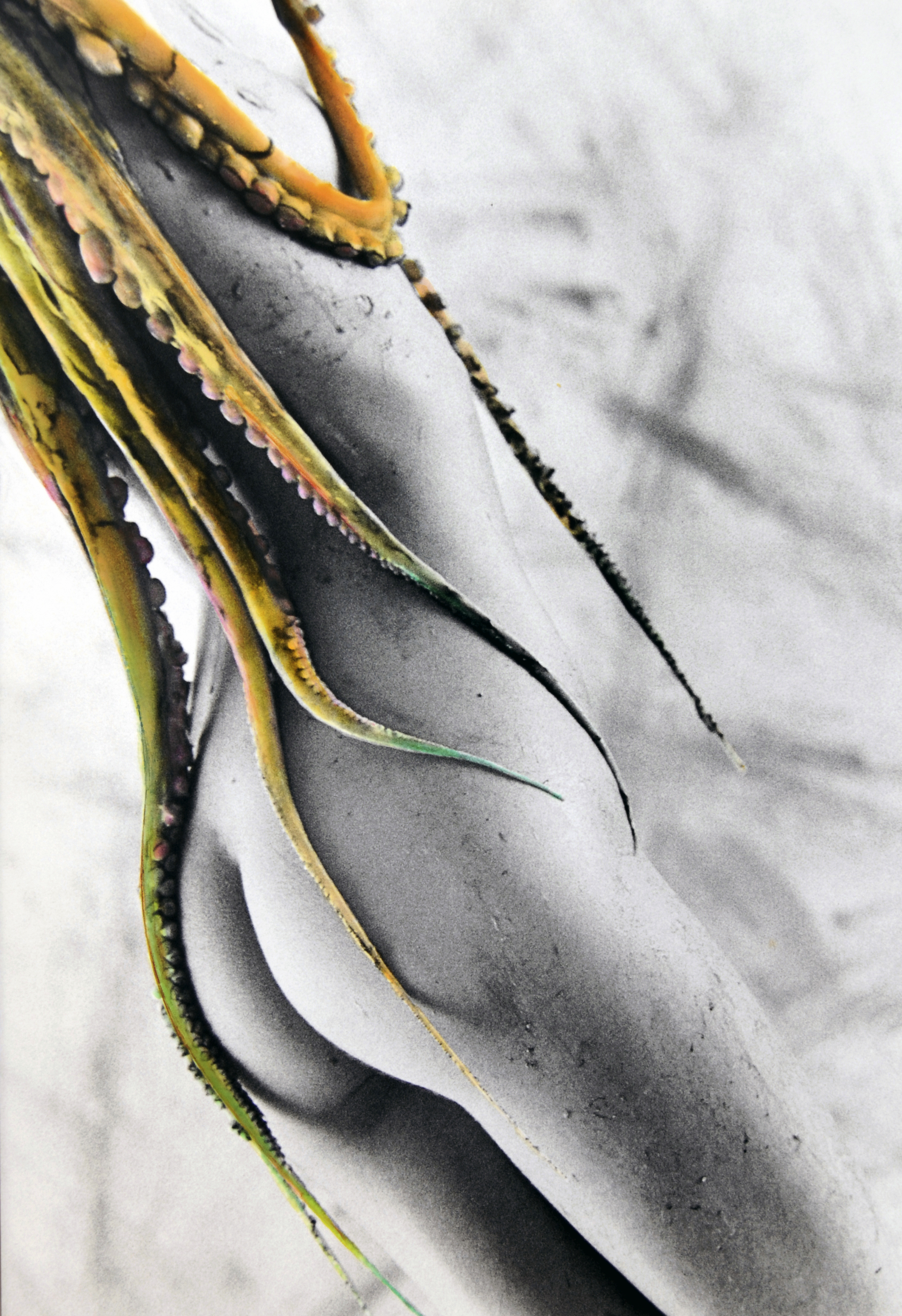
Nochmalige Lektüre des Traums der Frau des Fischers 1988
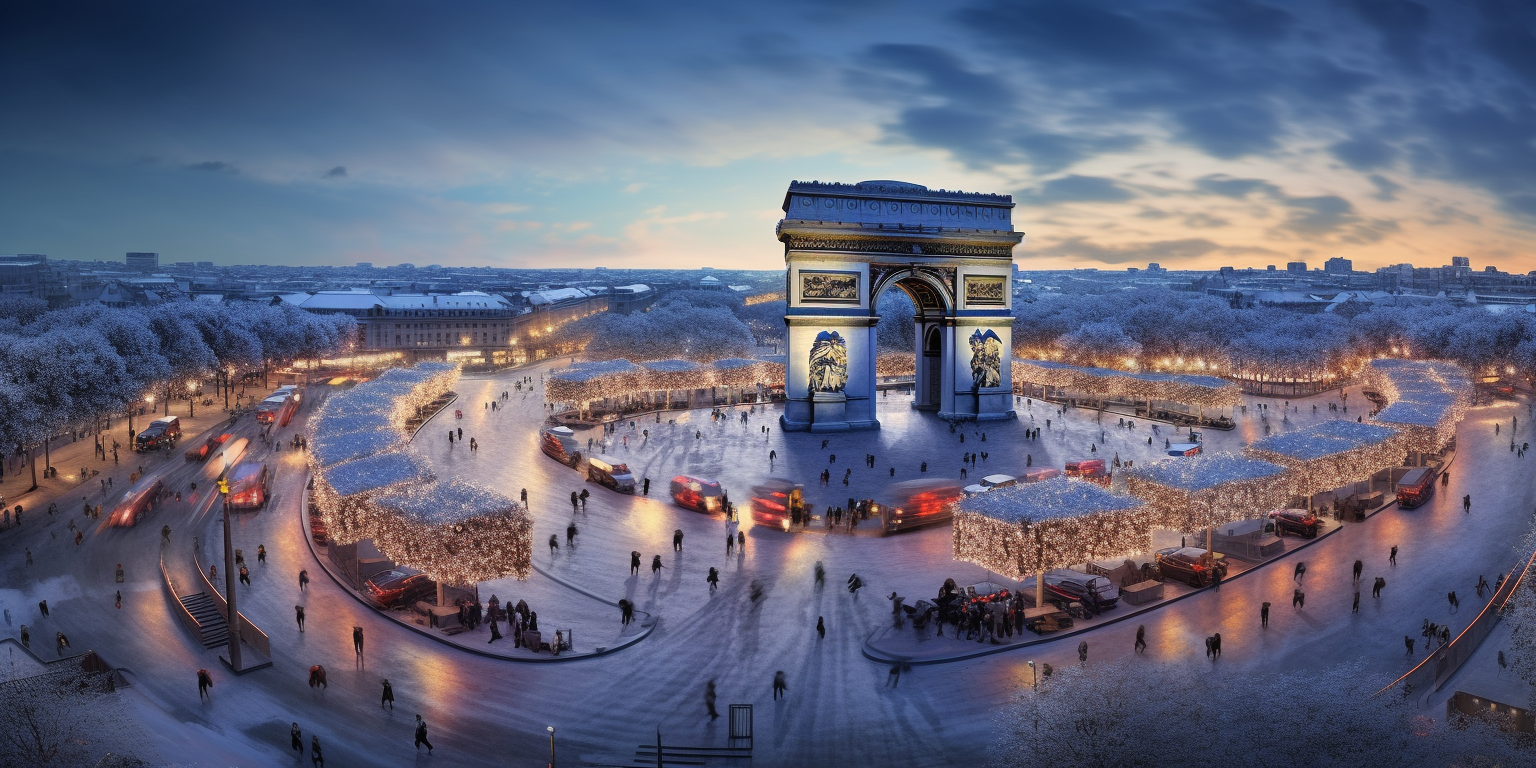
Christmas at Arc de Triomphe 2023
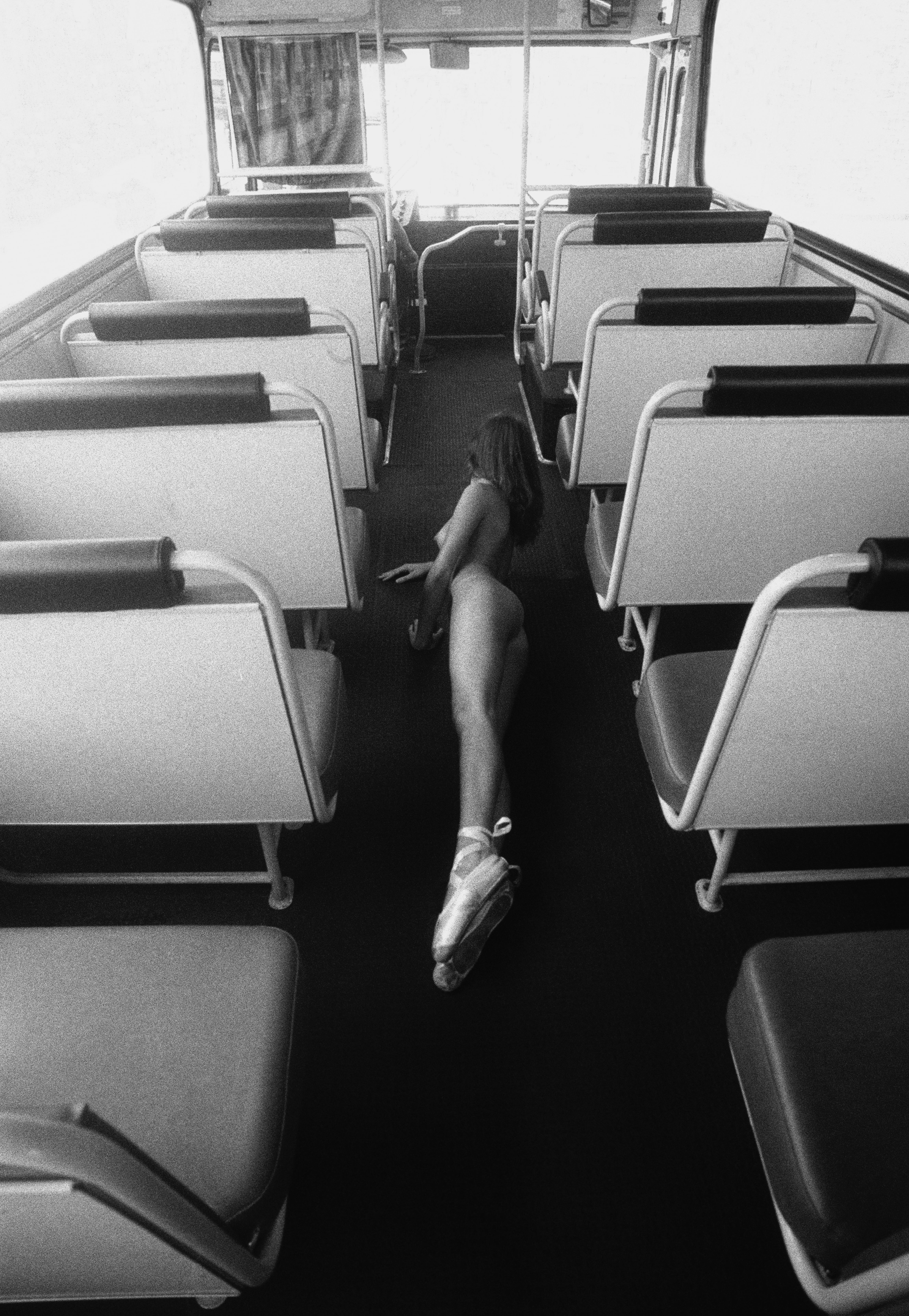
Träume von einem Fahrer 1985, Museu de Arte Moderna de São Paulo Sammlung.
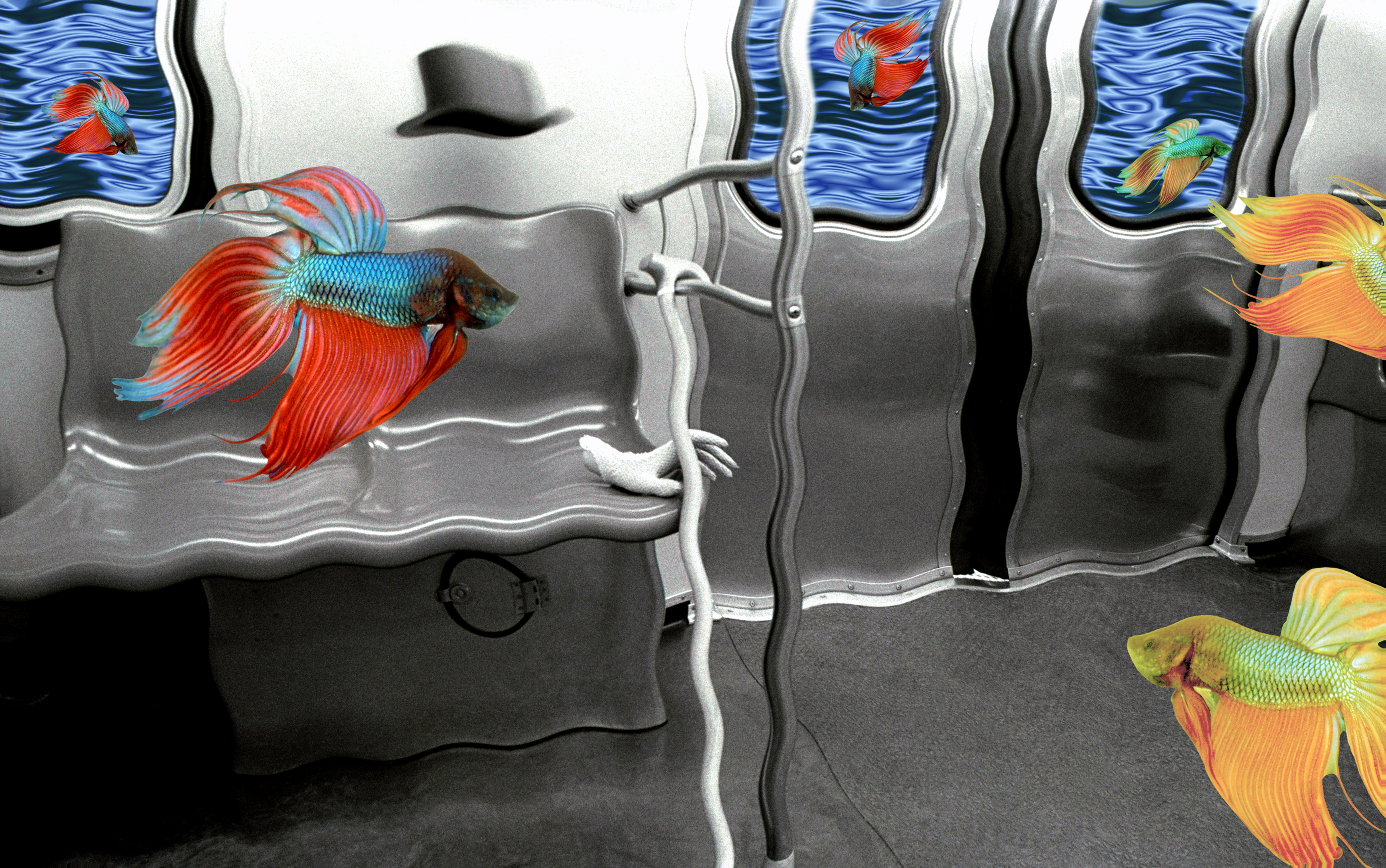
Sergio Valle Duarte with friends 1994–1996.
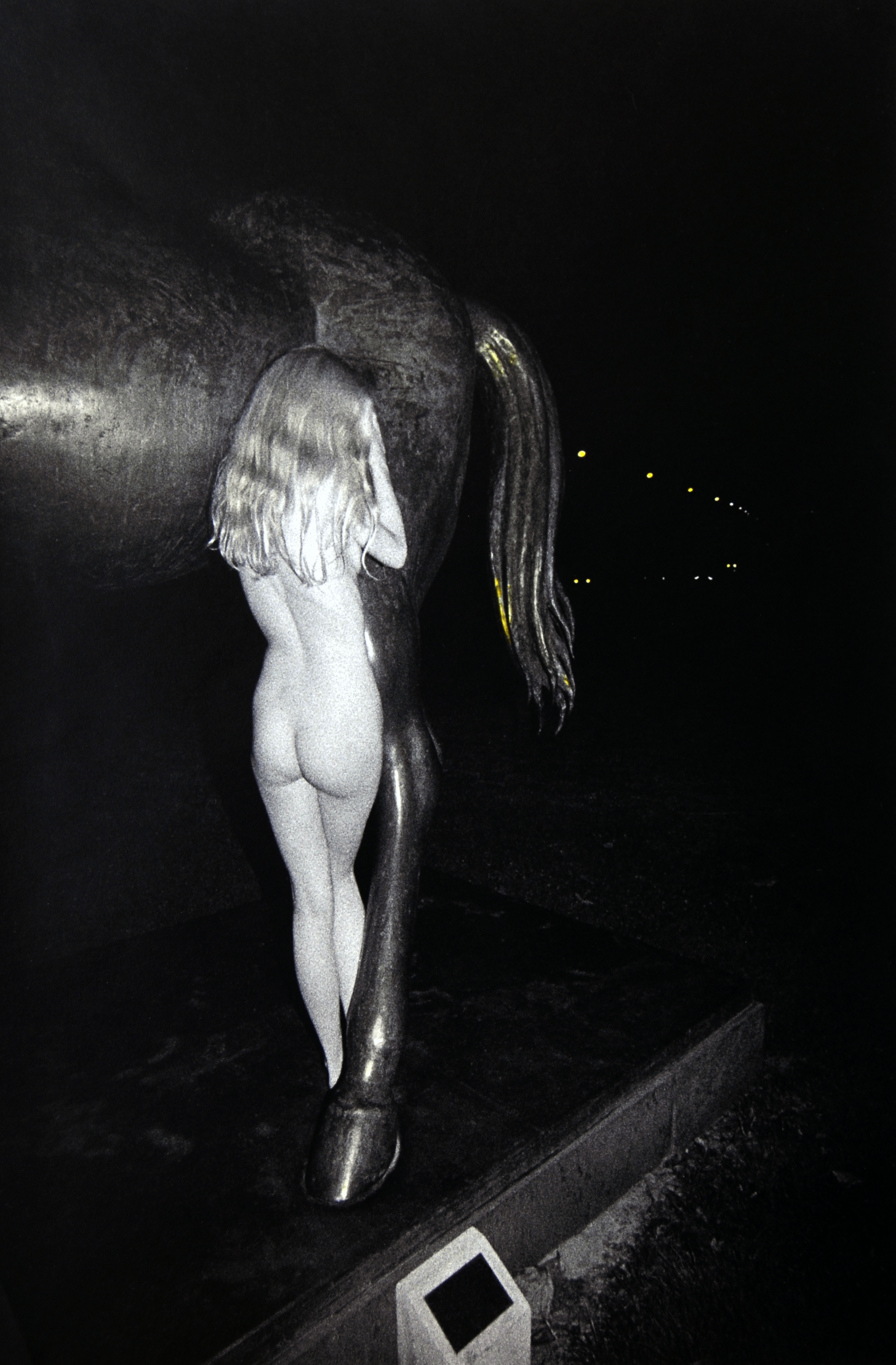
Equus 1989